# Mongolia na Letnich Igrzyskach Olimpijskich 2024
Mongolia na Letnich Igrzyskach Olimpijskich 2024 – reprezentacja Mongolii na Letnich Igrzyskach Olimpijskich 2024, które zostały rozegrane w dniach 26 lipca – 11 sierpnia w Paryżu, liczyła 32 zawodników.

## Zdobyte medale
Jedyny medal dla reprezentacji Mongolii zdobyła Bawuudordżijn Baasanchüü:
| Medal  | Zawodnik                 | Dyscyplina | Konkurencja | Rezultat      | Data     |
| ------ | ------------------------ | ---------- | ----------- | ------------- | -------- |
| Srebro | Bawuudordżijn Baasanchüü | Judo       | -48 kg (k)  | Tsunoda P 0-1 | 27 lipca |

## Boks
| Zawodnik                    | Konkurencja | 1/16             | 1/8              | Ćwierćfinał      | Półfinał         | Finał            | Finał   | Źródło |
| Zawodnik                    | Konkurencja | Przeciwnik Wynik | Przeciwnik Wynik | Przeciwnik Wynik | Przeciwnik Wynik | Przeciwnik Wynik | Miejsce | Źródło |
| --------------------------- | ----------- | ---------------- | ---------------- | ---------------- | ---------------- | ---------------- | ------- | ------ |
| Oyuntsetsegiin Yesügen      | -50 kg (k)  | Valencia P 0-5   | NQ               | NQ               | NQ               | NQ               | 17.     | [ 2 ]  |
| Möngöntsetsegiin Enkhjargal | -54 kg (k)  | Charaabi W 5-0   | Perijoc W 4-1    | Akbaş P 0-5      | NQ               | NQ               | 5.      | [ 3 ]  |

## Judo
| Zawodnik                    | Konkurencja | 1/16 finału      | 1/8 finału       | Ćwierćfinał      | Półfinał         | Repasaże            | Finał / 3. miejsce | Finał / 3. miejsce | Źródła |
| Zawodnik                    | Konkurencja | Przeciwnik Wynik | Przeciwnik Wynik | Przeciwnik Wynik | Przeciwnik Wynik | Przeciwnik Wynik    | Przeciwnik Wynik   | Pozycja            | Źródła |
| --------------------------- | ----------- | ---------------- | ---------------- | ---------------- | ---------------- | ------------------- | ------------------ | ------------------ | ------ |
| Enkhtaivany Ariunbold       | -60 kg (m)  | Samy W 10-0      | Mkheidze P 0-10  | NQ               | NQ               | NQ                  | NQ                 | 9.                 | [ 4 ]  |
| Jondonperenlejn Baschüü     | -66 kg (m)  | BYE              | Jadow W 10-0     | Lima P 0-1       | NQ               | Khyar P 0-1         | NQ                 | 7.                 | [ 5 ]  |
| Batzayaagiin Erdenebayar    | -73 kg (m)  | Stump W 1-0      | Cases W 1-0      | Osmanov P 0-10   | NQ               | Hashimoto P 0-10    | NQ                 | 7.                 | [ 6 ]  |
| Batkhuyagiin Gonchigsüren   | -100 kg (m) | Paltchik P 0-10  | NQ               | NQ               | NQ               | NQ                  | NQ                 | 17.                | [ 7 ]  |
| Odkhüügiin Tsetsentsengel   | +100 kg (m) | Abramov P 0-1    | NQ               | NQ               | NQ               | NQ                  | NQ                 | 17.                | [ 8 ]  |
| Bawuudordżijn Baasanchüü    | -48 kg (k)  | Esposito W 10-0  | Tanzer W 10-0    | Narváez W 10-0   | Martínez W 10-0  | —                   | Tsunoda P 0-1      | srebro             | [ 1 ]  |
| Lchagwasürengijn Sosorbaram | -52 kg (k)  | Toro W 10-0      | Pupp P 0-10      | NQ               | NQ               | NQ                  | NQ                 | 9.                 | [ 9 ]  |
| Lkhagvatogoogiin Enkhriilen | -57 kg (k)  | Gjakova W 10-0   | Starke W 11-1    | Mi-mi P 0-1      | NQ               | Liparteliani P 0-10 | NQ                 | 7.                 | [ 10 ] |
| Otgonbayaryn Khüslen        | -78 kg (k)  | Chalá W 1-0      | Lanir P 0-10     | NQ               | NQ               | NQ                  | NQ                 | 9.                 | [ 11 ] |
| Amarsaikhany Adiyaasüren    | +78 kg (k)  | Berlikash W 10-0 | Özdemir P 0-10   | NQ               | NQ               | NQ                  | NQ                 | 9.                 | [ 12 ] |
| Mongolia                    | Drużynowe   | —                | Izrael · P 3-4   | NQ               | NQ               | NQ                  | NQ                 | 9.                 | [ 13 ] |

## Kolarstwo

### Kolarstwo szosowe
| Zawodnik              | Konkurencja                    | Czas     | Pozycja | Źródło |
| --------------------- | ------------------------------ | -------- | ------- | ------ |
| Jambaljamts Sainbayar | Jazda indywidualna na czas (m) | 40:19,93 | 28.     | [ 14 ] |
| Jambaljamts Sainbayar | Wyścig ze startu wspólnego (m) | 6:28,31  | 57.     | [ 15 ] |

## Lekkoatletyka
| Zawodnik                    | Konkurencja | Finał   | Finał   | Pozycja | Źródło |
| Zawodnik                    | Konkurencja | Wynik   | Miejsce | Pozycja | Źródło |
| --------------------------- | ----------- | ------- | ------- | ------- | ------ |
| Bat-Ochiryn Ser-Od          | Maraton (m) | 2:42,33 | 71.     | 71.     | [ 16 ] |
| Galbadrakhyn Khishigsaikhan | Maraton (k) | 2:33,26 | 47.     | 47.     | [ 17 ] |
| Bayartsogtyn Mönkhzayaa     | Maraton (k) | 2:33,27 | 48.     | 48.     | [ 17 ] |

## Łucznictwo
| Zawodnik                  | Konkurencja       | Runda rankingowa | Runda rankingowa | 1/32 finału      | 1/16 finału      | 1/8 finału       | Ćwierćfinały     | Półfinały        | Finał            | Finał   | Źródło |
| Zawodnik                  | Konkurencja       | Wynik            | Miejsce          | Przeciwnik Wynik | Przeciwnik Wynik | Przeciwnik Wynik | Przeciwnik Wynik | Przeciwnik Wynik | Przeciwnik Wynik | Pozycja | Źródło |
| ------------------------- | ----------------- | ---------------- | ---------------- | ---------------- | ---------------- | ---------------- | ---------------- | ---------------- | ---------------- | ------- | ------ |
| Baatarkhuyagiin Otgonbold | Indywidualnie (m) | 643              | 54.              | Grande P 1-7     | NQ               | NQ               | NQ               | NQ               | NQ               | 33.     | [ 18 ] |

## Pływanie
| Zawodnik             | Konkurencja            | Eliminacje | Eliminacje | Półfinał | Półfinał | Finał | Finał | Źródło |
| Zawodnik             | Konkurencja            | Czas       | Poz.       | Czas     | Poz.     | Czas  | Poz.  | Źródło |
| -------------------- | ---------------------- | ---------- | ---------- | -------- | -------- | ----- | ----- | ------ |
| Enkhtamir Batbayar   | 100 m st. dowolnym (m) | 50,81      | 50.        | NQ       | NQ       | NQ    | NQ    | [ 19 ] |
| Enkhkhuslen Batbayar | 200 m st. dowolnym (k) | 1:59,94    | 18.        | NQ       | NQ       | NQ    | NQ    | [ 20 ] |

## Podnoszenie ciężarów
| Zawodnik                     | Konkurencja | Rwanie | Podrzut | Razem | Pozycja | Źródła |
| ---------------------------- | ----------- | ------ | ------- | ----- | ------- | ------ |
| Mönkhjantsangiin Ankhtsetseg | -81 kg (k)  | 100    | 125     | 225   | 10.     | [ 21 ] |

## Strzelectwo
| Zawodnik                            | Konkurencja                                   | Kwalifikacje | Kwalifikacje | Finał | Finał   | Źródło        |
| Zawodnik                            | Konkurencja                                   | Wynik        | Pozycja      | Wynik | Pozycja | Źródło        |
| ----------------------------------- | --------------------------------------------- | ------------ | ------------ | ----- | ------- | ------------- |
| Nyantaigiin Bayaraa                 | Karabin pneumatyczny, 10 m (m)                | 627,0        | 29.          | NQ    | NQ      | [ 22 ]        |
| Nyantaigiin Bayaraa                 | Karabin małokalibrowy, trzy postawy, 50 m (m) | 584-26x      | 30.          | NQ    | NQ      | [ 23 ]        |
| Enkhtaivany Davaakhüü               | Pistolet pneumatyczny, 10 m (m)               | 578-21x      | 7.           | 115.7 | 8.      | [ 24 ] [ 25 ] |
| Enkhtaivany Davaakhüü               | Pistolet szybkostrzelny, 25 m (m)             | 578-20x      | 20.          | NQ    | NQ      | [ 26 ]        |
| Yesugen Oyunbat                     | Karabin pneumatyczny, 10 m (k)                | 627,6        | 18.          | NQ    | NQ      | [ 27 ]        |
| Oyuunbatyn Yesügen                  | Karabin małokalibrowy, trzy postawy, 50 m (k) | 589-40x      | 4.           | 407,6 | 7.      | [ 28 ] [ 29 ] |
| Oyuunbatyn Yesügen Nyantain Bayaraa | Karabin pneumatyczny, 10 m (mikst)            | 625,4        | 16.          | NQ    | NQ      | [ 30 ]        |

## Zapasy
| Zawodnik                   | Konkurencja              | Kwalifikacje     | 1/8 finału           | Ćwierćfinał            | Półfinał          | Repasaż            | Finał / 3.miejsce | Finał / 3.miejsce | Źródło |
| Zawodnik                   | Konkurencja              | Przeciwnik Wynik | Przeciwnik Wynik     | Przeciwnik Wynik       | Przeciwnik Wynik  | Przeciwnik Wynik   | Przeciwnik Wynik  | Pozycja           | Źródło |
| -------------------------- | ------------------------ | ---------------- | -------------------- | ---------------------- | ----------------- | ------------------ | ----------------- | ----------------- | ------ |
| Tulga Tumurochir           | -65 kg w st. wolnym (m)  | —                | Valdés W 5-0         | Tewanian W 7-5         | Kiyooka P 1-5     | BYE                | Rivera P 9-10     | 5.                | [ 31 ] |
| Bjambasürengijn Bat-Erdene | -86 kg w st. wolnym (m)  | —                | Nurmagomiedow P 4-11 | NQ                     | NQ                | NQ                 | NQ                | 12.               | [ 32 ] |
| Mönchtörijn Lchagwagerel   | -125 kg w st. wolnym (m) | —                | Parris W 10-5        | Meszwildiszwili P 2-12 | NQ                | NQ                 | NQ                | 8.                | [ 33 ] |
| Dolgordżawyn Otgondżargal  | -50 kg (k)               | —                | Liuzzi W w.o.        | Stadnik W 4-4          | Hildebrandt P 0-5 | BYE                | Ziqi P 4-6        | 5.                | [ 34 ] |
| Batchujagijn Chulan        | -53 kg (k)               | —                | Ogunsanya W 3-1 (F)  | Fujinami P 2-8 (F)     | NQ                | Parrish W 10-4 (F) | Qianyu P 2-6 (F)  | 5.                | [ 35 ] |
| Boldsajchany Chongordzul   | -57 kg (k)               | —                | Kexin P 12-16        | NQ                     | NQ                | NQ                 | NQ                | 11.               | [ 36 ] |
| Pürewdordżijn Orchon       | -62 kg (k)               | —                | Koladenko P 7-8      | NQ                     | NQ                | Dudowa W 3-1       | Tynybekowa P 6-6  | 5.                | [ 37 ] |
| Enchsajchany Delgermaa     | -68 kg (k)               | —                | Dżumanazarowa P 3-8  | NQ                     | NQ                | Ozaki P 0-6        | NQ                | 13.               | [ 38 ] |
| Ench-Amaryn Dawaanasan     | -76 kg (k)               | —                | Rueben W 5-2         | Rentería P 3-6         | NQ                | NQ                 | NQ                | 9.                | [ 39 ] |